# ASA 캐리지 제어 문자
ASA 제어 문자(ASA carriage control characters)는 라인 프린터를 통해 용지의 이동을 제어하기 위해 사용되는 단순 인쇄 명령 문자이다. 이 명령들은 출력할 각 문자 줄의 첫 열에 특수 문자로 표현하며, 줄이 인쇄되기 전에 용지가 어떻게 앞당겨지는지에 영향을 미친다.
"ASA"(아사)는 미국 국립 표준 협회(ANSI)의 과거 명칭인 미국표준협회(American Standards Association)의 준말로, 이 단체는 이러한 제어 문자들을 ANSI X3.78-1981(R1992) representation of vertical carriage positioning characters in information interchange로 표준화해오고 있다. 이 문자는 포트란 제어 문자(FORTRAN control characters)라고 하는데, 그 이유는 1960년대 초에 포트란 II 버전에 첫 등장하였기 때문이며 그 뒤로 코볼과 PL/I과 같은 다른 프로그래밍 언어에도 사용되고 있다.

## 동작
| ASA 문자     | 동작                                                                                  | ASCII에서의 동일한 동작 |
| ------------ | ------------------------------------------------------------------------------------- | ----------------------- |
| 공백         | 1줄 앞당김 (싱글 스페이스)                                                            | CR LF                   |
| 1            | 다음 줄로 앞담김 (폼 피드)                                                            | CR FF                   |
| 2–9, A, B, C | 다음 탭 스톱으로 앞당김                                                               | CR VT (대략적)          |
| 0            | 2줄 앞당김 (더블 스페이스)                                                            | CR LF LF                |
| -            | 3줄 앞당김 (트리플 스페이스)                                                          | CR LF LF LF             |
| +            | 인쇄하기 전에 어떠한 줄도 앞당기지 않으며, 이전 줄을 현재 줄로 겹쳐찍는다(overstrike) | CR                      |

ASA 캐리지 제어 문자를 포함한 출력의 예는 다음과 같다:
```
1
This is the first line on the page

0
This is the third line on the page

-
This is the 6th line on the page
 This is the 7th line on the page

+
____    the                      - Overstrike the 7th line
```

인쇄된 출력의 예는 다음과 같다:
```
This is the first line on the page
```

```
This is the third line on the page
```

```
This is the 6th line on the page

This
 is 
the
 7th line on the page - Overstrike the 7th line
```